# Akademische Turnerschaft Utonia Zürich
Die Turnerschaft Utonia (vollständiger Name: Akademische Turnerschaft Utonia Zürich; Kurzform: Utonia) ist eine Studentenverbindung der Universität und ETH Zürich. Gegründet wurde die Verbindung am 21. Februar 1873 als Studenten Turnverein (STV). Im selben Jahr benannte sich der Verein in Universitärer Turnverein Zürich um. Der Name Utonia geht auf eine Anspielung auf den Zürcher Hausberg, den Uetliberg, zurück, der im Volksmund als Uto bezeichnet wird.
Die Utonia Zürich bildet zusammen mit der Akademischen Turnerschaft Rhenania Bern und der Akademischen Turnerschaft Alemannia Basel die Schweizerische Akademische Turnerschaft (SAT). Als pflichtschlagende Verbindung gehört sie zudem dem Schweizerischen Waffenring und dem Zürcher Ring an. Die Mitglieder der Turnerschaft Utonia werden als Utonen bezeichnet.

## Couleur und Prinzipien
Das Band der Utonen ist weiss-blau mit silberner Perkussion. Das Burschen- und Fuxenband sind identisch. Dazu wird eine blaue Tellermütze mit weissem Passepoil und weiss-blauem Vorstoss mit Silberpercussion getragen. Inaktiven Burschen (am Stamm) und Alten Herren ist es erlaubt, ein sogenanntes Tönnchen zu tragen. Vereinzelt tragen Altherren andere Mützenformen, im Gegensatz zu Tönnchen haben diese Mützenformen jedoch keine tiefere Bedeutung.
Der Wahlspruch der Turnerschaft Utonia lautet, gleich wie bei allen Mitgliedern der SAT: „Mens sana in corpore sano“. Die Verbindung ist farbentragend, pflichtschlagend und bekennt sich neben dem Lebensbundprinzip (sogenannte Lebensverbindung) auch zur unbedingten Satisfaktion.
Aufgrund des Lebensbundprinzips endet die Mitgliedschaft in der Turnerschaft Utonia nicht mit Ende des Studiums, sondern währt das ganze Leben. Eine gleichzeitige Mitgliedschaft bei einer anderen Hochschulverbindung ist nur bedingt gestattet. Bei einem Wechsel der Hochschule schreiben die Centralstatuten der SAT seit 1899 jedem Aktiven den Übertritt in die SAT-Korporation des neuen Studienortes zwingend vor. Die Turnerschaft Utonia ist eine Männerverbindung. Nach Beendigung des Studiums treten die Mitglieder innerhalb der Turnerschaft Utonia von der aktiven Verbindung (Aktivitas) in den Altherrenverband (AHV) über.

## Geschichte

### Vorgeschichte
1819 wurde in Zürich 300 Jahre Reformation gefeiert. Die Feierlichkeiten vereinigten Studenten aus Bern und Zürich. Unter anderem als Folge dieser Begegnungen wurde neben dem Schweizerischen Zofingerverein auch eine Turngesellschaft in Zürich gegründet. Diese Turngesellschaft konnte sich schliesslich 1824 zu einem Verein zusammenschliessen. Bis 1847 setzte sich die Zürcher Turngesellschaft sowohl aus Studierenden als auch bürgerlichen Mitgliedern zusammen, danach kam es zur Aufspaltung in die alte Sektion und den Studenten-Turnverein.
Der Studenten-Turnverein von 1847 profitierte vom starken Zuzug von Studenten aus dem Ausland, den die am 15. Oktober 1855 eröffnete Eidgenössische polytechnische Schule (seit 1911 ETH Zürich) nach sich zog. Der Anteil von Mitgliedern, die am Polytechnikum studierten, nahm rapide zu, so dass sich der Verein 1859 zu einer Namensänderung in Studenten- und Polytechnikerturnverein veranlasst sah.

„Im WS 1872/73 waren noch 6 Universitäts-Studenten in den Reihen der Turner zu finden […] Sie alle sind am Ende jenes Semesters in den neu gegründeten STV übergetreten.“

### Vom Turnverein zur Studentenverbindung
- 1873: Gründung des Studententurnvereins (STV) und Umbenennung in Universitätsturnverein Zürich (UTV), Einführung des Zirkels und Beitritt zum Eidgenössischen Turnverein[1]
- 1874: Einführung des weiss-blauen Bandes[1]
- 1876/77: Einführung einer obligatorischen Kantusstunde und erster Turnerball[1]
- 1887: totale Statutenrevision mit der neuen Bestimmung, dass Polytechniker und Auditoren nur noch als Mitturner aufgenommen werden können.[1]
- 1884/85: Druck des ersten Biercomments[1]
- 1885: Studentenkrawalle mit Folgen (Duellverbot), Gründung des Kartellverbandes schweizerischer akdameischer Turnvereine in Aarau am 23. Mai mit ATV Basel (heute Alemannia Basel) und STV Bern (heute Rhenania Bern)[1]
- 1888: Gründung der Vereinigung ehemaliger Mitglieder des UTV (26. Juli)[1]
- 1890: Statutenrevision:
  - Einführung von Burschenkonventen, Fuxmajor und Kantusmagister;
  - Die Aufnahme der nach Auflösung des SPTV in den UTV übergetretenen Polytechniker wird nachträglich legitimiert und die Regelung von 1887 rückgängig gemacht.[1]
- 1902: Umwandlung vom Turnverein in eine Studentenverbindung[1]
- 1905: Umbenennung des UTV in Turnerschaft Utonia[1]
- 1910: Einführung der unbedingten Satisfaktion[1]
- 1928: Gründung des Schweizerischen Waffenrings unter Mitwirkung der Turnerschaft Utonia[1]
- 1946: Chargendelegation der Utonia flankiert das Rednerpult bei Winston Churchills Rede an die akademische Jugend;[1] Gründung des Zürcher Ringes (ZR)

## Verbindungshaus
Seit 1973 ist der Plattenhof das Verbindungshaus der Utonia. Darin befindet sich das gleichnamige Hotel mit dem zugehörigen Restaurant Sento. Zivilrechtlicher Eigentümer des Plattenhofs ist die Plattenhof AG, welche sich ausschliesslich aus Mitgliedern der SAT zusammensetzt.

## Aufbau, Aktivitäten, Ausrichtung

### Aufbau

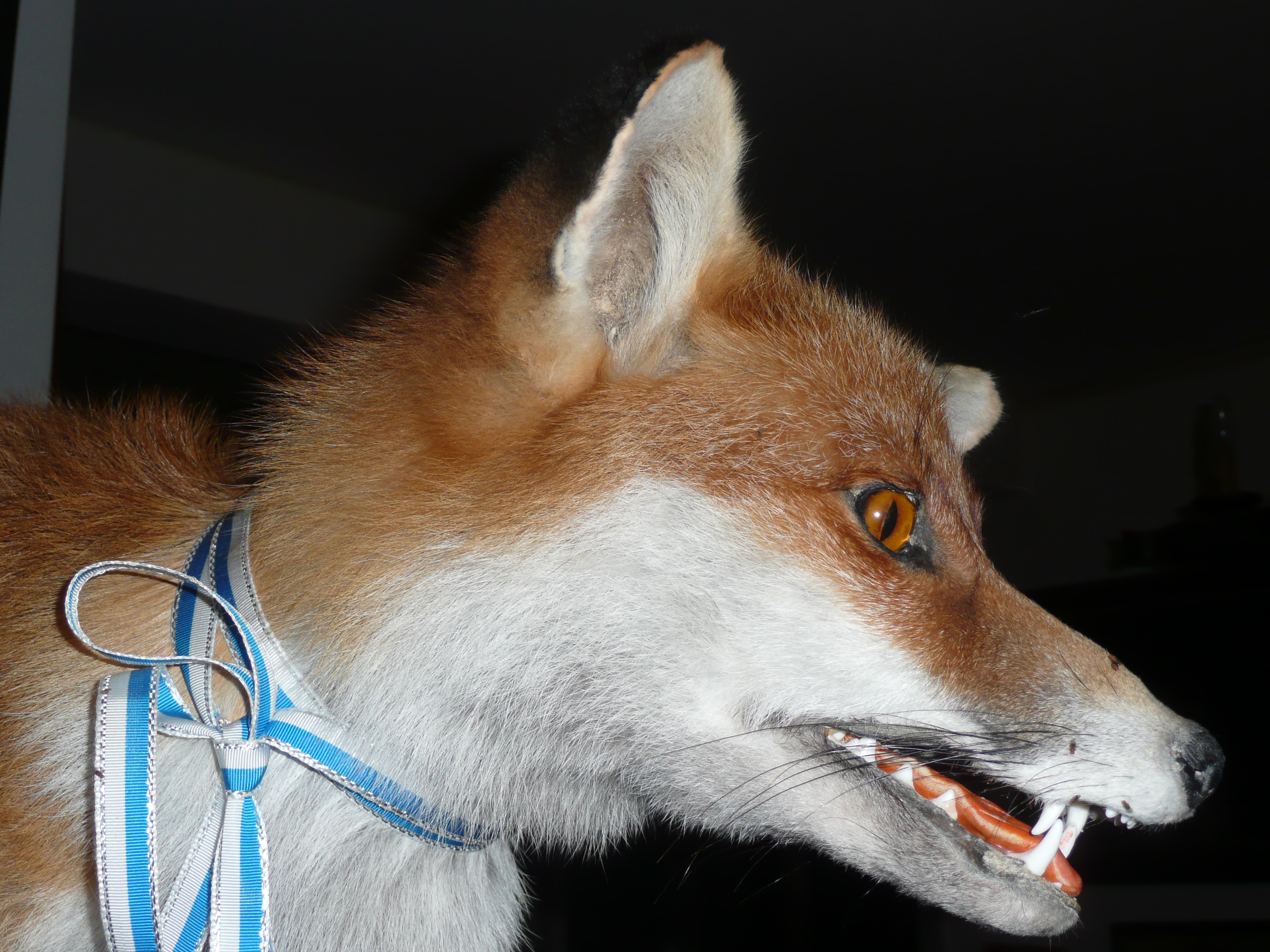
In Anspielung auf die ähnliche Aussprache von Fux (Neumitglied) und Fuchs (Tier) finden sich immer wieder Füchse im Umfeld von Studentenverbindungen

Die Turnerschaft Utonia ist ein Verein nach Artikel 60 des Schweizerischen Zivilgesetzbuches. Sie ist gegliedert in Aktivitas (aktive Mitglieder) und Altherrenverband (Mitglieder nach beendetem Studium). Die Aktivitas setzt sich zusammen aus Füxen (Neumitglieder), aktiven Burschen (reguläre Mitglieder), inaktiven Burschen (Burschen im fortgeschrittenen Studium) und auswärtigen Mitgliedern (ortsabwesende Mitglieder). Der Altherrenverband setzt sich seinerseits aus Altherren, Ehrenmitgliedern und Inhabern der Couleurschlaufe zusammen.

### Aktivitäten

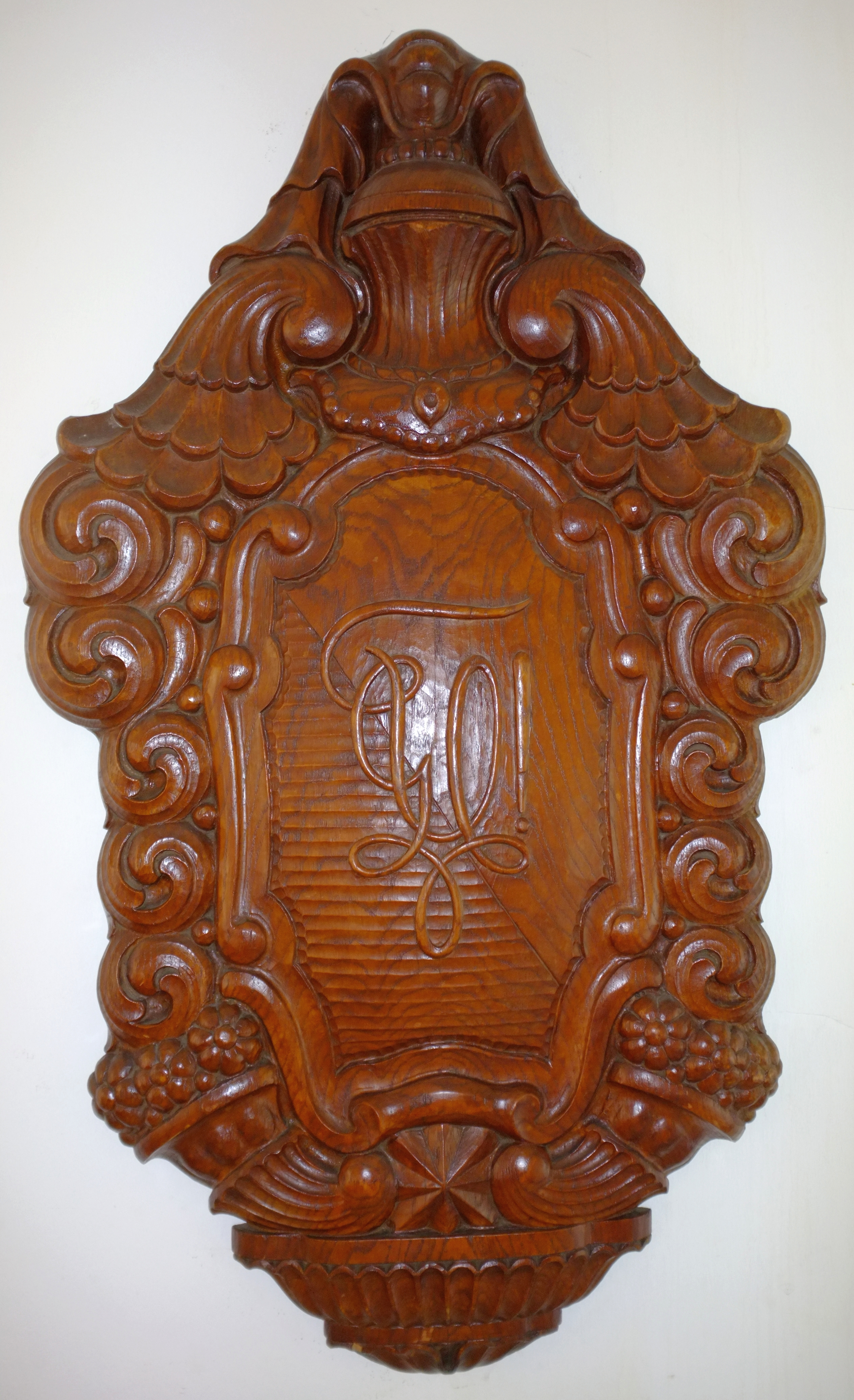
Zirkel der Turnerschaft Utonia

Nach den Statuten der Turnerschaft Utonia unternimmt sie Aktivitäten zur körperlichen Ertüchtigung ihrer Mitglieder und wöchentliche gesellige Anlässe zur Pflege der Freundschaft und althergebrachte Studentensitten.

### Ausrichtung
Die Turnerschaft Utonia ist politisch und konfessionell neutral. Ebenso nimmt sie Studenten aller Fachrichtungen auf.

## Fechten
Die Utonia ist eine pflichtschlagende Verbindung; d. h., es gehört zu den Pflichten ihrer Mitglieder, sogenannte Bestimmungsmensuren zu schlagen. Seit dem Sommersemester (SS) 1901 tragen die Utonen solche Bestimmungsmensuren aus. Als Folge wurde auch die Mensurkritik eingeführt. Im Gegensatz zu Contraghen liegt Bestimmungsmensuren kein Zwist der Paukanten zugrunde, sondern werden freundschaftlich zwischen ihnen vereinbart. Die unbedingten Satisfaktion führte die Utonia erst 1910 ein. Die Utonia ist Gründungsmitglied des Schweizerischen Waffenrings (SWR). Entsprechend verpflichten sich die Mitglieder der Turnerschaft Utonia bis Heute zur unbedingten Satisfaktion.

## Sportliche Erfolge
| Turnfest     | Jahr | Eidgenössische Kränze | Kantonale Kränze |
| ------------ | ---- | --------------------- | ---------------- |
| Freiburg     | 1873 | (Rang unklar)         | -                |
| Zürich       | 1874 | Lorbeer               | -                |
| Wald         | 1875 | -                     | Eichen           |
| Bern         | 1876 | Eichen                | -                |
| Winterthur   | 1877 | -                     | Lorbeer          |
| St. Gallen   | 1878 | Eichen                | -                |
| Thalwil      | 1881 | -                     | Lorbeer          |
| Aarau        | 1882 | Eichen                | -                |
| Hottingen    | 1883 | -                     | Lorbeer          |
| Chur         | 1884 | Eichen                | -                |
| Basel        | 1886 | Lorbeer               | -                |
| Aussersihl   | 1887 | -                     | Eichen           |
| Luzern       | 1888 | Eichen                | -                |
| Hallau       | 1890 | -                     | Lorbeer          |
| Genf         | 1891 | Lorbeer               | -                |
| Wiedikon     | 1893 | -                     | Lorbeer          |
| Lugano       | 1894 | Lorbeer               | -                |
| Küsnacht     | 1896 | -                     | Lorbeer          |
| Schaffhausen | 1897 | Lorbeer               | -                |
| Thalwil      | 1899 | -                     | Lorbeer          |
| Wetzikon     | 1902 | -                     | Lorbeer          |
| Zürich       | 1903 | Eichen                | -                |
| Bern         | 1906 | Lorbeer               | -                |

Dazu kommen 3 Lorbeerkränze (1906, 1909, 1912) für Beteiligung am Turnfahrtenwettkampf des eidgenössischen Turnvereins.

## Bekannte Mitglieder
- Othmar Ammann (1879–1965), Ingenieur und Brückenbauer
- Arthur Kielholz (1879–1962), Psychiater
- Gottfried Schindler (1870–1950), Architekt
- Oskar Wettstein (1866–1952), Journalist und Politiker